# Ляяне
Ляяне (на естонски: Lääne maakond, Ляяне мааконд) е една от 15-те области в Естония. Тя се намира в западна Естония и граничи с Балтийско море на север. 2% от населението на Естония живее в Ляяне.

## История
Още в първите векове след Христа в Естония се появява политическо и административно разделение. Образуват се две големи единици: област (maakond) и енории (kihelkond). Енориите се състоят от няколко градчета. Почти всяка от тях има по една крепост. Защитата на областите в миналото се е падала на енорийския старейшина. Областите се състоят от няколко енории. Начело на областите също стоял старейшина.

## Управление на Ляяне
Областта се управлява от губернатор (естонски: maavanem), който се определя от правителство на Естония за период от 5 години. От 19 ноември 2004 г. губернатор на Ляяне е Сулев Варе.

## Общини
Областта се разделя на общини. Те са общо 12 на брой:
1. Хаапсалу
2. Ханила
3. Куламаа
4. Лиула
5. Мартна
6. Ноаротси
7. Нова
8. Ору
9. Ридала
10. Ристи
11. Таебла
12. Вормси